# 1-ша бригада управління (РФ)
1-ша Севастопольська Червонопрапорна, орденів Олександра Невського і Червоної Зірки бригада управління імені 50-річчя ВЛКСМ — формування Військ зв'язку Збройних сил Російської Федерації.
Умовне найменування — військова частина № 55338 (в/ч 55338). Скорочене найменування — 1 бру. Формування входить до складу Західного військового округу. Пункт постійної дислокації — місто Сертолово Ленінградської області.

## Історія
1-ша бригада управління спочатку була сформована 23 січня 1918 роки як Радянський інженерний батальйон з пунктом постійної дислокації у Сокольницьких казармах (Сокольники, Москва). У 1923 році батальйон переформований на 1-й полк зв'язку Московського військового округу (МВО). 1 грудня 2010 року 1-ша бригада зв'язку (вузлова) (1-ша брз(у)) переформована на бригаду управління Західного військового округу й передислокована до міста Сертолово.

## Задачі
- Установка зв'язку на короткохвильових й ультракороткохвильових радіостанціях
- Забезпечення пунктів управління відеоконференцзв'язком з використанням спеціальної апаратури, відкритих, закритих і супутникових каналів зв'язку.
- Організація стабільного зв'язку між підрозділами із застосуванням радіорелейних, радіочастотних та супутникових каналів зв'язку.

## Обладнання
Застосовуються цифрові радіорелейні станції, мобільні комплекси відеоконференцзв'язку та супутникові станції для забезпечення безперервного зв'язку штабу округу з підлеглими військами на тлі мінливої оперативно-тактичної обстановки.
Серед іншого, на оснащенні бригади стоять радіорелейні станції зв'язку Р-419МП «Андромеда-Д», уніфіковані радіостанції Р-166-0,5 на базі БТР-80, що входять в комплект АСК військами у тактичній ланці.